# КК Нимбурк
КК Нимбурк (чеш. Basketball Nymburk) чешки је кошаркашки клуб из Нимбурка. Главни спонзор клуба је чешка компанија ERA, чији назив клуб и носи. У сезони 2021/22. такмичи се у Првој лиги Чешке и у ФИБА Лиги шампиона.

## Историја
Клуб је основан 1930. године. Запажене резултате постиже тек од 2004. године, када је започео доминацију чешком кошарком. Од тада је уписао 18 узастопних титула у националном првенству и 14 освојених националних купова.
Био је редовни учесник Еврокупа, а највиши домет у овом такмичењу било је четвртфинале изборено у сезонама 2009/10 и 2011/12. У сезони 2010/11. учествовао је и у регионалној Јадранској лиги, у којој је освојио осмо место међу 14 тимова, уз учинак од 12 победа и 14 пораза. Од 2011. до 2016. године био је учесник још једног регионалног такмичења — ВТБ лиге. За тих 5 сезона, највећи успех им је био у последњој када су се као осмопласирани на табели по први и једини пут пласирали у доигравање за титулу, где су учешће завршили елиминацијом у четвртфиналу, поразом од 3:0 у серији од екипе ЦСКА из Москве, каснијег освајача тог такмичења. У ВТБ лиги су за 5 сезона одиграли укупно 115 утакмица и остварили 43 победе и 72 пораза.

## Успеси

### Национални
- Првенство Чешке:
  - Првак (18): 2004, 2005, 2006, 2007, 2008, 2009, 2010, 2011, 2012, 2013, 2014, 2015, 2016, 2017, 2018, 2019, 2020, 2021.
  - Вицепрвак (1): 2003.
- Куп Чешке:
  - Победник (14): 2004, 2005, 2007, 2008, 2009, 2010, 2011, 2012, 2013, 2014, 2017, 2018, 2019, 2020.

## Нимбурк у европским такмичењима
Нимбурк је од сезоне 2003/2004 редован учесник неког великог међународног европског клупског такмичења.
До сада су провели 14 сезона у неком од њих, од тога 8 сезона су провели у другоразредном европском клупском такмичењу - УЛЕБ Еврокупу и 6 сезона у трећеразредном европском клупском такмичењу - ФИБА Еврочеленџ купу, ФИБА Купу Европе и ФИБА Лиги шампиона (ФИБА Куп Европе био је трећеразредно европско клупско такмичење у сезони 2015/2016, а од наредне сезоне постаје четврторазредно такмичење, док трећеразредно такмичење постаје ФИБА Лига шампиона). У 5 наврата (од 2010/2011 до 2014/2015) учествовали су у квалификацијама за улазак у УЛЕБ Евролигу, највиши ранг клупске кошарке у Европи, али ниједном их нису пребродили, а томе су најближи били у сезони 2011/2012 када их је у последњој квалификационој рунди савладала Шарлроа. Требало је да учествују у УЛЕБ Еврокупу и у сезони 2015/2016, али, због вишегодишњег сукоба између ФИБА-е и УЛЕБ-а који је кулминирао на лето 2015. морали су да одустану од њега и да се прикључе новоформираном ФИБА Купу Европе јер је Кошаркашки савез Чешке Републике подржао страну ФИБА-е. То значи да ће Нимбурк од тада наступати искључиво у такмичењима под покровитељством ФИБА-е (ФИБА Лиги шампиона или ФИБА Купу Европе) осим ако не добију позивницу од стране УЛЕБ-а за играње њиховог Еврокупа и прихвате је а да их њихов национални кошаркашки савез не санкционише, док би играње у УЛЕБ Евролиги хипотетички обезбедили титулом првака УЛЕБ Еврокупа или одбраном титуле у УЛЕБ Евролиги ако су већ успели да учествују у њој претходне сезоне. До сада су одиграли укупно 187 мечева у ФИБА и УЛЕБ такмичењима и остварили 90 победа, 96 пораза и 1 нерешен резултат.
| 2003/2004 | 2004/2005 | 2005/2006 | 2006/2007 | 2007/2008 |
| --- | --- | --- | --- | --- |
| ФИБА Еврочеленџ куп Прва фаза (30 учесника): Динамо Москва 90:70 Нимбурк Нимбурк 94:75 Талина Калев Нанси 83:88 Нимбурк Нимбурк 98:85 Одеса Маруси 86:70 Нимбурк Војводина Србијагас 95:89 Нимбурк Нимбурк 94:85 Ирони Нахарија Нимбурк 86:89 Динамо Москва Талина Калев 99:96 Нимбурк Нимбурк 82:70 Нанси Одеса 66:74 Нимбурк Нимбурк 86:87 Маруси Нимбурк 71:82 Војводина Србијагас Ирони Нахарија 108:83 Нимбурк Нимбурк испада из даљег такмичења као петопласирани у групи од 8 тимова где најбоља 4 иду даље са учинком од 6 победа и 8 пораза. | ФИБА Еврочеленџ куп Прва фаза (31 учесник): Нимбурк 84:71 ЦСКА Софија УНИКС 82:84 Нимбурк Нимбурк 122:125 Кијев Работнички 102:86 Нимбурк Нимбурк 71:63 Фенербахче Хапоел Галил Елјон 90:80 Нимбурк ЦСКА Софија 76:80 Нимбурк Нимбурк 89:99 УНИКС Кијев 86:87 Нимбурк Нимбурк 84:60 Работнички Фенербахче 92:88 Нимбурк Нимбурк 108:95 Хапоел Галил Елјон Нимбурк пролази даље као четвртопласирани у групи од 7 тимова где 4 најбоља иду даље са учинком од 7 победа и 5 пораза. Осмина финала (16 најбољих): Динамо Ст. Петербург 101:93 Нимбурк Нимбурк 86:90 Динамо Ст. Петербург Нимбурк испада из даљег такмичења елиминацијом у осмини финала након пораза у двомечу од екипе Динама из Санкт Петербурга укупним резултатом 191:179. Такмичење завршава са укупним учинком од 7 победа и 7 пораза. | ФИБА Еврочеленџ куп Прва фаза (32 учесника): Химки 101:90 Нимбурк Нимбурк 93:86 Ирони Нахарија Нимбурк 85:76 Свонс Гмунден Нимбурк 85:96 Химки Ирони Нахарија 64:70 Нимбурк Свонс Гмунден 78:81 Нимбурк Нимбурк пролази даље као другопласирани у групи од 4 тима где 2 најбоља иду даље са учинком од 4 победе и 2 пораза. Друга фаза (16 најбољих): Фенербахче 92:84 Нимбурк Нимбурк 68:85 Динамо Ст. Петербург Нимбурк 87:84 Кијев Нимбурк 88:72 Фенербахче Динамо Ст. Петербург 76:63 Нимбурк Кијев 96:87 Нимбурк Нимбурк испада из даљег такмичења освајањем четвртог места у групи од 4 тима где 2 најбоља иду даље са учинком од 2 победе и 4 пораза. Такмичење завршава са укупним учинком од 6 победа и 6 пораза. | ФИБА Еврочеленџ куп Прва фаза (32 учесника): Нимбурк 87:93 АСК Рига Маруси 85:74 Нимбурк Војводина Србијагас 71:80 Нимбурк АСК Рига 77:67 Нимбурк Нимбурк 76:66 Маруси Нимбурк 70:68 Војводина Србијагас Нимбурк испада из даљег такмичења заузимањем трећег места у групи од 4 тима где најбоља 2 иду даље са учинком од 3 победе и 3 пораза. | УЛЕБ Еврокуп Прва фаза (48 учесника): Нимбурк 87:94 Црвена звезда Фортитудо Болоња 82:71 Нимбурк Нимбурк 75:65 Панелиниос Нимбурк 81:75 Остенде Динамо Москва 94:83 Нимбурк Црвена звезда 74:96 Нимбурк Нимбурк 82:70 Фортитудо Болоња Панелиниос 77:86 Нимбурк Остенде 83:81 Нимбурк Нимбурк 83:88 Динамо Москва Нимбурк пролази даље као четвртопласирани у групи од 6 тимова где 4 најбоља иду даље са учинком од 5 победа и 5 пораза. Шеснаестина финала (32 најбоља): Нимбурк 61:61 Туров 68:66 Нимбурк Нимбурк испада из даљег такмичења поразом у двомечу од екипе Турова укупним резултатом 129:127. Такмичење завршава са укупним учинком од 5 победа, 6 пораза и једним нерешеним резултатом. |
| 2008/2009 | 2009/2010 | 2010/2011 | 2011/2012 | 2012/2013 |
| УЛЕБ Еврокуп Прва фаза (32 учесника): Нимбурк 75:70 Будућност Подгорица Вршац 82:74 Нимбурк Нимбурк 79:92 Билбао баскет 93:72 Нимбурк Будућност Подгорица 63:66 Нимбурк Нимбурк 80:82 Вршац Нимбурк испада из даљег такмичења као трећепласирани у групи од 4 тима где 2 најбоља иду даље са учинком од 2 победе и 4 пораза. | УЛЕБ Еврокуп Прва фаза (32 учесника): Бјела 78:77 Нимбурк Нимбурк 79:57 Вентспилс Нимбурк 71:66 Бамберг 85:73 Нимбурк Нимбурк 84:60 Бјела Вентспилс 59:85 Нимбурк Нимбурк пролази даље као другопласирани у групи од 4 тима где најбоља 2 иду даље са учинком од 4 победе и 2 пораза. Друга фаза (16 најбољих): Нимбурк 60:65 Црвена звезда Турк Телеком 92:97 Нимбурк Гран Канарија 69:54 Нимбурк Нимбурк 79:71 Гран Канарија Црвена звезда 55:73 Нимбурк Нимбурк 84:94 Турк Телеком Нимбурк пролази даље као другопласирани у групи од 4 тима где најбоља 2 иду даље са учинком од 3 победе и 3 пораза. Четвртфинале (8 најбољих): Нимбурк 47:59 Билбао баскет 46:52 Нимбурк Нимбурк испада из даљег такмичења поразом у двомечу од екипе Билбао баскета укупним резултатом 105:99. Такмичење завршава са укупним учинком од 8 победа и 6 пораза.                                                                                   | УЛЕБ Еврокуп Нимбурк доспева овде након елиминације у квалификацијама за УЛЕБ Евролигу: Прва рунда: Шарлроа 79:68 Нимбурк Нимбурк 73:71 Шарлроа Елиминисани су укупним резултатом 150:141 у корист ривала. Прва фаза (32 учесника): Нимбурк 77:93 Севиља ВЕФ Рига 75:85 Нимбурк Нимбурк 73:67 Хапоел Јерусалим 91:82 Нимбурк Севиља 68:89 Нимбурк Нимбурк 90:79 ВЕФ Рига Нимбурк пролази даље као првопласирани у групи од 4 тима где најбоља 2 иду даље са учинком од 4 победе и 2 пораза. Друга фаза (16 најбољих): Естудијантес 87:80 Нимбурк Нимбурк 68:74 Јувеказерта Галатасарај 76:75 Нимбурк Нимбурк 62:77 Галатасарај Нимбурк 86:88 Естудијантес Јувеказерта 88:80 Нимбурк Нимбурк испада из даљег такмичења заузимањем четвртог места у групи од 4 тима где 2 најбоља иду даље са учинком од 0 победа и 6 пораза. Ову европску сезону завршава са укупним учинком од 5 победа и 9 пораза. | УЛЕБ Еврокуп Нимбурк доспева овде након елиминације из квалификационог турнира за улазак у УЛЕБ Евролигу: 1. рунда: Нимбурк 69:57 Банвит 2. рунда: Химки 79:86 Нимбурк 3. рунда: Шарлроа 79:53 Нимбурк Прва фаза (32 учесника): Арис 55:64 Нимбурк Нимбурк 93:60 Ден Бош Пријенај 79:91 Нимбурк Нимбурк 80:83 Пријенај Нимбурк 78:72 Арис Ден Бош 75:92 Нимбурк Нимбурк пролази даље као првопласитани у групи од 4 тима где најбоља 2 иду даље са учинком од 5 победа и 1 поразом. Друга фаза (16 најбољих): ВЕФ Рига 81:91 Нимбурк Нимбурк 79:62 Гравлен Нимбурк 71:80 Валенсија 73:72 Нимбурк Нимбурк 80:84 ВЕФ Рига Гравлен 61:91 Нимбурк Нимбурк пролази даље као другопласирани у групи од 4 тима где најбоља 2 иду даље са учинком од 3 победе и 3 пораза. Четвртфинале (8 најбољих): Нимбурк 64:68 Спартак Ст. Петербург 86:71 Нимбурк Нимбурк испада из даљек такмичења након пораза у двомечу од екипе Спартака из Санкт Петербурга укупним резултатом 154:135. Ову европску сезону завршава са укупним учинком од 10 победа и 7 пораза. | УЛЕБ Еврокуп Нимбурк овде доспева након елиминације из квалификационог турнира за улазак у УЛЕБ Евролигу: 1. рунда: Нимбурк 83:65 Остенде 2. рунда: Нимбурк 83:89 Канту Прва фаза (32 учесника): Нимбурк 91:78 Будивељник Хапоел Јерусалим 69:86 Нимбурк Пријенај 84:66 Нимбурк Нимбурк 90:66 Пријенај Будивељник 72:62 Нимбурк Нимбурк 74:82 Хапоел Јерусалим Нимбурк пролази даље као другопласирани у групи од 4 тима где 2 најбоља иду даље са учинком од 3 победе и 3 пораза. Друга фаза (16 најбољих): Билбао баскет 83:85 Нимбурк Нимбурк 77:82 Валенсија Нимбурк 80:85 ВЕФ Рига 81:59 Нимбурк Нимбурк 69:83 Билбао баскет Валенсија 104:55 Нимбурк Нимбурк испада из даљег такмичења као четвртопласирани у групи од 4 тима где најбоља 2 иду даље са учинком од 1 победе и 5 пораза. Ову европску сезону завршавају са укупним учинком од 5 победа и 9 пораза. |
| 2013/2014 | 2014/2015 | 2015/2016 | 2016/2017 | 2017/2018 |
| УЛЕБ Еврокуп Нимбурк доспева овде након елиминације из квалификационог турнира за улазак у УЛЕБ Евролигу: 1.рунда: Нимбурк 78:87 Банвит Прва фаза (48 учесника) Остенде 90:83 Нимбурк Нимбурк 84:76 Цибона Ле Ман 81:74 Нимбурк Канту 88:73 Нимбурк Нимбурк 86:70 Квакенбрик Нимбурк 73:51 Остенде Цибона 77:84 Нимбурк Нимбурк 69:71 Ле Ман Нимбурк 86:74 Канту Квакенбрик 58:77 Нимбурк Нимбурк пролази даље као трећепласирани у групи од 6 тимова где 3 најбоља иду даље са учинком од 6 победа и 4 пораза. Друга фаза (32 најбоља): Макаби Хаифа 80:75 Нимбурк Нимбурк 78:75 Менс сана 1871 баскет Нимбурк 80:86 Химки 106:85 Нимбурк Нимбурк 68:53 Макаби Хаифа Менс сана 1871 баскет 86:84 Нимбурк Нимбурк пролази даље као другопласирани у групи од 4 тима где најбоља 2 иду даље са учинком од 2 победе и 4 пораза. Осмина финала (16 најбољих): Нимбурк 58:91 УНИКС 76:59 Нимбурк Нимбурк испада из даљег такмичења након пораза у двомечу од екипе УНИКС-а укупним резултатом 167:117. Ову европску сезону завршава са укупним учинком од 8 победа и 11 пораза. | УЛЕБ Еврокуп Нимбурк доспева овде након елиминације из квалификационог турнира за улазак у УЛЕБ Евролигу. 1. рунда: Хапоел Јерусалим 94:84 Нимбурк Прва фаза (36 учесника): Нанси 78:76 Нимбурк Нимбурк 77:71 Олденбург Шарлроа 82:73 Нимбурк Нимбурк 89:87 Виртус Рома Севиља 65:66 Нимбурк Нимбурк 89:80 Нанси Олденбург 84:71 Нимбурк Нимбурк 67:73 Шарлроа Виртус Рома 78:72 Нимбурк Нимбурк 91:82 Севиља Нимбурк пролази даље као трећепласирани у групи од 6 тимова где најбоља 4 иду даље са учинком од 5 победа и 5 пораза. Друга фаза (32 најбоља): Нимбурк 72:84 Зенит Ст. Петербург УНИКС 75:67 Нимбурк Стразбург 87:80 Нимбурк Нимбурк 72:66 Стразбург Зенит Ст. Петербург 63:84 Нимбурк Нимбурк 79:84 УНИКС Нимбурк испада из даљег такмичења заузимањем четвртог места у групи од 4 тима где 2 најбоља пролазе даље са учинком од 2 победе и 4 пораза. Ову европску сезону завршава са учинком од 7 победа и 10 пораза. | ФИБА Куп Европе Прва фаза (56 учесника): Шентјур 56:70 Нимбурк Нимбурк 64:66 Бакен берс Нимбурк 106:45 Хибернија Нимбурк 103:81 Шентјур Бакен берс 82:79 Нимбурк Хибернија 45:121 Нимбурк Нимбурк пролази даље као другопласирани у групи од 4 тима где 2 најбоља иду даље са учинком од 4 победе и 2 пораза. Друга фаза (32 најбоља): Нимбурк 88:64 Вентспилс Академик Софија 76:62 Нимбурк Антверпен џајантс 81:79 Нимбурк Нимбурк 84:57 Антверпен џајантс Вентспилс 72:69 Нимбурк Нимбурк 85:78 Академик Софија Нимбурк 84:57 Антверпен џајантс Нимбурк испада из даљег такмичења као трећепласирани у групи од 4 тима где 2 најбоља иду даље са учинком од 3 победе и 3 пораза. Такмичење завршава са укупним учинком од 7 победа и 5 пораза . | ФИБА Лига шампиона Прва фаза (40 учесника): Бакен берс 57:75 Нимбурк Нимбурк 78:66 Ирони Нахарија Банвит 75:69 Нимбурк Скајлајнерс 74:61 Нимбурк Нимбурк 87:79 Арис Монако 93:74 Нимбурк Нимбурк 85:55 Домжале Нимбурк 114:70 Бакен берс Ирони Нахарија 83:86 Нимбурк Нимбурк 86:75 Банвит Нимбурк 87:72 Скајлајнерс Арис 83:79 Нимбурк Нимбурк 76:66 Монако Домжале 57:67 Нимбурк Нимбурк пролази даље као трећепласирани у групи од 8 тимова у којој је најбољих 5 прошло даље са учинком од 10 победа и 4 пораза (прва 2 иду директно у осмину финала, остали тимови иду у шеснаестину финала). Шеснаестина финала (16 од 24 најбоља): Динамо Сасари 94:72 Нимбурк Нимбурк 84:63 Динамо Сасари Нимбурк испада из даљег такмичења након пораза у двомечу од екипе Динама из Сасарија укупним резултатом 157:155. Ову европску сезону завршава са укупним учинком од 11 победа и 5 пораза. | |

## Имена клуба
- SK Zeleznicari (1939-1945)
- Sokol (1945-1950)
- Lokomotiva (1950-1998)
- BK GA (1998-2002)
- BK ECM (2002-2004)
- ČEZ Basketball (2004-тренутно)

## Познатији играчи
- Лубош Бартон
- Јиржи Велш
- Владо Илијевски
- Горан Јагодник
- Марко Јагодић-Куриџа
- Миљан Павковић
- Павел Пумпрла
- Мајк Тејлор
- Блејк Шилб
- Владимир Штимац